# Selección de fútbol sub-23 de Zambia
La selección de fútbol sub-23 de Zambia es el equipo de fútbol sub-23 de Zambia, fundado en 1929. El equipo, también conocido como Youth Chipolpolo, representa al país en partidos internacionales sub-23 y está controlado por la Asociación de Fútbol de Zambia.

## Jugadores

### Última convocatoria
- Los siguientes jugadores fueron convocados partidos de clasificación para la Copa Africana de Naciones Sub-23 de 2023.[5]
- Fechas de los partidos: 22 y 29 de octubre de 2022
- Oposición:  Sierra Leona

## Estadísticas

### Juegos Olímpicos
| Récord de los Juegos Olímpicos | Récord de los Juegos Olímpicos | Récord de los Juegos Olímpicos | Récord de los Juegos Olímpicos | Récord de los Juegos Olímpicos | Récord de los Juegos Olímpicos | Récord de los Juegos Olímpicos | Récord de los Juegos Olímpicos | Récord de los Juegos Olímpicos |
| Anfitriones/Año                | Resultado                      | PJ                             | PG                             | PE                             | PP                             | SG                             | Georgia                        |                                |
| ------------------------------ | ------------------------------ | ------------------------------ | ------------------------------ | ------------------------------ | ------------------------------ | ------------------------------ | ------------------------------ | ------------------------------ |
| 1988                           | Cuartos de final               | 4                              | 2                              | 1                              | 1                              | 10                             | 6                              |                                |
| 1992                           | No clasficó                    | -                              | -                              | -                              | -                              | -                              | -                              |                                |
| 1996                           | No clasficó                    | -                              | -                              | -                              | -                              | -                              | -                              |                                |
| 2000                           | No clasificó                   | -                              | -                              | -                              | -                              | -                              | -                              |                                |
| 2004                           | No clasificó                   | -                              | -                              | -                              | -                              | -                              | -                              |                                |
| 2008                           | No clasificó                   | -                              | -                              | -                              | -                              | -                              | -                              |                                |
| 2012                           | No clasificó                   | -                              | -                              | -                              | -                              | -                              | -                              |                                |
| 2016                           | No clasificó                   | -                              | -                              | -                              | -                              | -                              | -                              |                                |
| 2020                           | No clasificó                   | -                              | -                              | -                              | -                              | -                              | -                              |                                |
| Total                          | 1/32                           | 4                              | 2                              | 1                              | 1                              | 10                             | 6                              |                                |

- Antes de los Juegos Olímpicos de 1992, el torneo olímpico de fútbol estaba abierto a todos los equipos nacionales senior.

### Copa Africana de Naciones Sub-23
| Récord de la Copa Africana de Naciones Sub-23 | Récord de la Copa Africana de Naciones Sub-23 | Récord de la Copa Africana de Naciones Sub-23 | Récord de la Copa Africana de Naciones Sub-23 | Récord de la Copa Africana de Naciones Sub-23 | Récord de la Copa Africana de Naciones Sub-23 | Récord de la Copa Africana de Naciones Sub-23 | Récord de la Copa Africana de Naciones Sub-23 | Récord de la Copa Africana de Naciones Sub-23 |
| Anfitriones/Año                               | Resultado                                     | PJ                                            | PG                                            | PE                                            | PP                                            | SG                                            | Georgia                                       |                                               |
| --------------------------------------------- | --------------------------------------------- | --------------------------------------------- | --------------------------------------------- | --------------------------------------------- | --------------------------------------------- | --------------------------------------------- | --------------------------------------------- | --------------------------------------------- |
| 2011                                          | No clasificó                                  | -                                             | -                                             | -                                             | -                                             | -                                             | -                                             |                                               |
| 2015                                          | Fase de grupos                                | 5                                             | 2                                             | 1                                             | 2                                             | 5                                             | 7                                             |                                               |
| 2019                                          | Fase de grupos                                | 5                                             | 1                                             | 3                                             | 1                                             | 3                                             | 5                                             |                                               |
| Total                                         | 2/3                                           | 6                                             | 0                                             | 5                                             | 1                                             | 4                                             | 10                                            |                                               |

### Juegos Panafricanos
| Récord en los Juegos Panafricanos | Récord en los Juegos Panafricanos | Récord en los Juegos Panafricanos | Récord en los Juegos Panafricanos | Récord en los Juegos Panafricanos | Récord en los Juegos Panafricanos | Récord en los Juegos Panafricanos | Récord en los Juegos Panafricanos | Récord en los Juegos Panafricanos |
| Anfitriones/Año                   | Resultado                         | PJ                                | PG                                | PE                                | PP                                | SG                                | Georgia                           |                                   |
| --------------------------------- | --------------------------------- | --------------------------------- | --------------------------------- | --------------------------------- | --------------------------------- | --------------------------------- | --------------------------------- | --------------------------------- |
| 1965                              | No participó                      | No participó                      | No participó                      | No participó                      | No participó                      | No participó                      | No participó                      |                                   |
| 1973                              | No participó                      | No participó                      | No participó                      | No participó                      | No participó                      | No participó                      | No participó                      |                                   |
| 1995                              | Fase de grupos                    | 3                                 | 1                                 | 1                                 | 1                                 | 5                                 | 4                                 |                                   |
| 1999                              | Subcampeón                        | 4                                 | 3                                 | 0                                 | 1                                 | 8                                 | 2                                 |                                   |
| 2003                              | Semifinal                         | 4                                 | 2                                 | 0                                 | 2                                 | 5                                 | 6                                 |                                   |
| 2007                              | 4.º lugar                         | 5                                 | 1                                 | 2                                 | 2                                 | 6                                 | 6                                 |                                   |
| 2011                              | No clasificó                      | No clasificó                      | No clasificó                      | No clasificó                      | No clasificó                      | No clasificó                      | No clasificó                      |                                   |
| 2015                              | No clasificó                      | No clasificó                      | No clasificó                      | No clasificó                      | No clasificó                      | No clasificó                      | No clasificó                      |                                   |
| 2019                              | No clasificó                      | No clasificó                      | No clasificó                      | No clasificó                      | No clasificó                      | No clasificó                      | No clasificó                      |                                   |
| Total                             | 4/11                              | 16                                | 7                                 | 3                                 | 6                                 | 24                                | 18                                |                                   |